# Karo Hämäläinen
Karo Olavi Hämäläinen, född 11 juni 1976 i S:t Michel i Finland, är en finländsk journalist och författare. Han är gift med författaren Salla Simukka.

## Bakgrund
Hämäläinen är magister i litteraturvetenskap från Helsingfors universitet och har även studerat vid universitetet i München i Tyskland. Han arbetar som redaktionschef på Arvopaperi-tidskrift.

## Författarskapet
Hämäläinen debuterade som barnförfattare år 2000 med romanen Samuli, Helsingin herra. Hans första roman för vuxna, Kuudes askel, kom ut 2004. Hämäläinen har även skrivit några faktaböcker, till exempel om börsen och de olympiska spelen.
Hämäläinens genombrott var romanen Erottaja ("Skillnaden"), som publicerades 2011. Erottaja är en finanstriller, i vilken händelser tar sin kraft från börslogik. Boken berättar om en finsk förmögenhetsförvaltningsfirma, som är såld till en större svensk konkurrent med en hygglig vinst före finanskrisen. När finanskrisen slår, är den svenska ägaren tvungen att sälja företaget. Men vem får köpa firman? Och till vilket pris?
Erottaja var en bästsäljare i Finland och kommer också ut i Spanien 2012.